# Tafel Anatomie
『Tafel Anatomie』（ターヘル・アナトミア）は、日本のバンド、Dの通算2作目のアルバムとして発売。Dの2枚目のフル・アルバム。

## 概要
- 予約限定盤、通常版の2タイプ発売。
- 予約限定盤、通常版ともに収録曲は同じだが、仕様が異なる。
- 予約限定盤はSpecial Book仕様で発売日が通常版より1ヶ月早い。

## 収録曲
1. Phantom pain 
（作詞・作曲：ASAGI）
2. Fanfare 
（作詞・作曲：ASAGI）
3. 太陽を葬（おく）る日 
（作詞・作曲：ASAGI）
4. Leukocyte（ルーコサイト） 
（作詞：ASAGI / 作曲：Tsunehito）
5. Calling me 
（作詞・作曲：ASAGI）
6. Card 
（作詞：ASAGI / 作曲：Ruiza）
7. 青い果実 
（作詞・作曲：ASAGI）
8. Humanoid
（作詞：ASAGI / 作曲：Ruiza）
9. Glow in the sun 
（作詞・作曲：ASAGI）
10. 抉（えぐ）る衝動 
（作詞：ASAGI / 作曲：Ruiza）